# Ko'woj
Le Ko'woj ou Kowoj est, dans la civilisation maya, un régime politique de la période postclassique tardive (vers 1250-1697) selon la chronologie mésoaméricaine.

## Description
L'origine du Ko'woj semble être Mayapan puis connaît des migrations entre la péninsule du Yucatán et le bassin du Petén.
Une variante spécifique de l'assemblage des temples sur une place en forme de C, définit l'emplacement du Kowoj à la fois à Mayapan et au Petén. Ces assemblages étaient représentatifs du Ko'woj. Les assemblages de temples communiquaient également un lien prestigieux avec Mayapan et différenciaient les Kowoj de leurs voisins d'Itzá. L'assemblage du temple avec le sanctuaire surélevé se trouve à angle droit par rapport à un temple orienté vers l'ouest plutôt que face à celui-ci. Cette variante spécifique apparaît sur les sites centraux comme Petén, Zacpetén, Topoxte et Muralla de Leon.
L'architecture cérémonielle en dehors de ces limites suit un modèle très différent. Par exemple, les groupes cérémoniels de l'Itzá tardif classique ne semblent pas inclure de temples formels. Les résidences de Zacpetén sont des structures en forme de tandem disposées en groupes de patios. Les résidences tandem comprennent une pièce avant et une pièce arrière, la première a une surface plâtrée et parfois peinte tandis que la seconde a un sol en terre battue. Les activités de production domestique sont concentrées dans la pièce du fond, tandis que les rites de socialisation et les rituels se concentrent sur la pièce de devant.
Les principales villes Ko'woj étaient Zacpeten, sur le lac Salpetén, Ixlu, entre les lacs Petén Itzá et Salpetén, et Topoxte sur la lagune Yaxha.